# Festival Animasia
Pour les articles homonymes, voir Animasia (homonymie).
 (octobre 2022).
Animasia, "Voyagez au cœur de l'Asie" est un festival sur la pop culture et la culture traditionnelle asiatique.

## Présentation
Lancé au début des années 2000, Animasia est l’un des premiers festivals de ce type en France. Il propose une manifestation culturelle et ludique dédiée à l’Asie dans toute sa diversité via les manga/manhwa/manhua/webtoon, jeux vidéo, anime, cosplay, arts martiaux, cinéma, musique (K-pop, J-pop, orchestre, traditionnel...), mode, fanzinat, gastronomie
Chaque édition, une thématique vient enrichir l'événement. Cette thématique est développée à travers des expositions, des conférences et la présence d’invités en lien avec le sujet.

### Invités et intervenants
Depuis 2010, le festival accueille de nombreux invités, parmi lesquels des acteurs, des comédiens de doublage, des youtubeurs, des artistes, des conférenciers, des maîtres de conférence ainsi que des experts spécialisés dans les thématiques traités.

### Indie Game Factory
Depuis 2012, l’Indie Game Factory anciennement connue sous le nom de Forum Emploi Numérique se tient au sein d’Animasia. Cet espace hybride B2B et B2C permet au grand public de rencontrer des écoles de formation liées aux industries créatives ainsi que des studios de jeux vidéo indépendants en recherche de futurs professionnels.

## Historique

### 2005-2013: Du cinéma d'art et d'essai au festival à Pessac
Animasia est créé en 2005 par Damien Beigbeder, Guillaume Hivert et Pawel Visor via l’association Mandora, fondée en 2002. La première édition se tient les 16 et 17 avril 2005 à Pessac dans la salle de la Fraternité.
Dès sa création, le festival valorise la culture et la pop culture asiatique. Il propose diverses animations et tournois de jeux vidéo, une scène principale dédiée aux arts martiaux avec démonstrations et initiations, ainsi qu’un des premiers défilés de cosplay en France. Le public peut également participer à des ateliers autour du raku, de l’amma, de l’ikebana, de la calligraphie ou du jeu de Go, et découvrir une exposition photographique sur la Chine. Le lien avec le cinéma est affirmé grâce à une collaboration avec le cinéma Jean Eustache de Pessac, qui programme des projections en version originale sous-titrée français, avec des films et séries comme Léo le roi de la jungle, Princesse Mononoké, Ghost In The Shell 2 Innocence, Get Backers en partenariat avec Kazé, les 12 Royaumes et Le Portrait de Petite Cossette. Le site Catsuka.com propose une sélection de courts métrages d’animation français inspirés par le Japon. 
Dès sa 2e édition, en 2006 et afin de pouvoir faire face à l'afflux du public, le festival Animasia déménage à la salle Bellegrave, toujours dans la commune de Pessac.
En 2007, le festival Animasia propose une soirée d'ouverture le jeudi 19 avril 2007 au cinéma Jean Eustache de Pessac avec un documentaire de Rithy Panh en VOSTF "Le Papier ne peut pas envelopper la braise" puis le vendredi 20 avril 2007 une soirée Japanimation avec "Les Contes de Terremer" de Goro Miyazaki puis "Amer Béton" de Michael Arias.
En 2008, à la suite d'un oubli de la ville de Pessac sur le planning de la salle Bellegrave, la 4e édition se déroule au sein du cinéma d'art et d'essai le Jean Eustache à Pessac. Le cosplay connaît ses heures de noblesse avec un défilé au sein de la salle Federico Fellini du Jean Eustache ; de nombreux cosplayers défilent pour la première fois devant plus de 330 personnes.
En 2009, soirée inaugurale le jeudi 2 avril mettant à l'honneur la Corée du Sud avec la projection du film "Time" de Kim Ki-Duk, "The President's Last Bang" et "Le Vieux Jardin" de Im Sang-Soon avec un buffet coréen, un défile de Hanbok, une initiation à la calligraphie coréenne...Toujours au sein du Jean Eustache, l'organisation installe en sus un grand chapiteau sur la place de la Ve République à Pessac afin de pouvoir développer les animations, notamment un concours de nouvelles, des conférences supplémentaires, et du Kamishibaï. Le vendredi 3 avril 2009, une nuit asiatique est proposée avec les projections de "Filatures" de Yau Nai-Hoi, "Les Seigneurs de la Guerre" de Peter Ho-Sun Chan et "Shiri" de Kang Je-Gyu. Le samedi 4 avril, diffusion de"Evangelion" puis de "Jodhaa Akbar" de Ashutosh Gowariker. Le dimanche 5 avril, "Platform" de Jia Zhangke, "L'Arc" et pour la soirée de clôture, une soirée autour du vin "Mangavino" avec la projection du documentaire "La route des vins au Japon" de Marc Jampolski, une exposition sur le phénomène manga "Les Gouttes de Dieu" suivi d’une dégustation de vins bordelais, bourguignons, asiatiques et de mets chinois proposés par Tommy Shan.
Une inspiration culturelle, ou plus souvent en relation avec l'animation nippone, qui est un genre possédant de grandes forces (narration, mise en scène, graphisme...). Courts métrages professionnels, indépendants, étudiants, exercices d'écoles, clips, pilotes ... une sélection variée qui a mis en valeur une nouvelle génération d'artistes métissés.
En 2010 et après deux années au cinéma Jean Eustache, le festival est de retour à la salle Bellegrave avec un changement important : le festival se déroulera désormais en octobre en lieu et place du mois d'avril. Le thème de cette 6e édition est « Héros, contes et légendes d’Asie ». Lancement d'une première nocturne, "Animasia No Battle Royale" s'inspirant du film "Battle Royale" de Takeshi Kitano où 42 joueurs en équipe, dirigés par les organisateurs s'affrontent sur une série d’épreuves loufoques à souhait. Cette année, le festival accueille ses premiers invités dont Monsieur Poulpe, Davy Mourier et Didier Richard pour la série Nerdz.
En 2011, c'est le thème de la "Jeunesse en Asie" qui est à l'honneur. C'est aussi l'année de naissance du "Festi'VO", un espace traditionnel qui reprend les stands que l'on peut retrouver dans les matsuri et autres jeux asiatiques. C'est aussi l'occasion d'assister à un concert de musique classique par "Yume Duo", deux musiciens au piano et au violon qui reprennent les thèmes des animes et autres jeux vidéo. Cette édition marque le lancement du "Casino One Piece" qui permet de découvrir l'univers de la série One Piece par le prisme de mini-jeux animés par des cosplayers incroyables. Enfin, l'on retrouve un espace Girly avec découverte et initiation au Nail Art et à la J-beauty et K-beauty.
En 2012, nouveau record d'affluence avec le thème « Le Japon entre tradition et modernité ». Retour de la nocturne avec "Animasia No Battle Royale" et la première venue des acteurs de la websérie "Noob". Lancement du Forum Emploi Numérique faisant le lien entre le grand public, les écoles créatives/numériques et les studios de jeux vidéo indépendants.
Le 30 mars 2013, Animasia Le Haillan est créée. Cette version printanière d'Animasia se déroule sur une journée au sein de la ville du Haillan avec plus de 3 hectares consacrés aux cultures asiatiques. L'accès est gratuit et permet de profiter de toutes les infrastructures municipales culturelles, jeunesse et ludiques du centre-ville du Haillan, interdit à la circulation lors de cette journée.
En 2013, le festival s’agrandit une nouvelle fois et fait le pari d’une scène en extérieur, d'occuper tous les terrains de basket qui font face à la salle Bellegrave. Une nécessité face à une fréquentation croissante. Malheureusement, une tempête s’est abattue sur Pessac cette année-là, offrant leurs énièmes cheveux blancs aux organisateurs.
Plus de 30 millions d’adeptes en France. Une industrie culturelle qui devance les secteurs de la musique et du cinéma en France. Une activité qui attire aussi bien les femmes que les hommes. Pour cette 9e édition, le festival Animasia se tourne vers « les jeux vidéo ». Début officiel également pour le Coffee Prince & Princess, un Maid Café comme au Japon, un spectacle parodique de Soul Calibur, un MMARPG (Massively Multiplayer Animasia Role Playing Game), de nombreux invités, des conférences, des défilés, des jeux, des ateliers, des animations…
Grande première pour Antoine Daniel et Kayane ainsi que pour les musiciens du Neko Light Orchestra.

### Depuis 2014: un déménagement au H14 puis au Parc des Expositions de Bordeaux
En 2014, Animasia fête ses 10 ans avec un déménagement au Hangar 14 dans la ville de Bordeaux avec une conférence de presse et une inauguration en présence du maire et ministre monsieur Alain Juppé avec une thématique autour de la Chine afin de fêter le cinquantenaire des relations diplomatiques entre franco-chinoises.
Le nombre d’entrées double littéralement, passant de 8 000 à 16 000 visiteurs ! Une longue file d’attente colorée de fans en tenue s’est déployée sur les quais. Bordeaux ne peut plus ignorer l’impact de la pop culture asiatique et plus globalement de la culture geek.
Première de Frédéric Molas et Sébastien Rassiat du "Joueur du Grenier" au sein d'Animasia.
En 2015, et pour cette 11e édition, Animasia a décidé de mettre à l’honneur le Pays du Matin Calme à afin de mettre à son tour la ville de Bordeaux à contribution de la célébration du 130e anniversaire des relations diplomatiques France-Corée. Dans ce cadre, une délégation coréenne de la ville de Gwangju composée de 30 artistes et trésors immémoriaux de Corée du Sud a pu découvrir la ville et la région bordelaise et donner quelques représentations de spectacles traditionnelles durant le festival au Hangar 14 mais également au sein de la salle culturelle de l'Entrepôt au Haillan.
Via un espace entièrement consacré à la culture coréenne, les festivaliers ont pu découvrir des expositions (Costumes et instruments de musiques traditionnels coréens, photographies culinaire de plats traditionnels coréens, carnet de voyage en Corée du Sud), assister à des démonstrations et ateliers (Hangeul, Cérémonie du thé, calligraphie, Samulnori, arts martiaux…) ainsi qu'une présentation de la ville métropolitaine de Gwangju Culture (ateliers, tables-rondes, conférences et projections autour de la Corée du Sud), des défilés et essayage d’Hanbok, des jeux traditionnels coréens, des animations et jeux autour de l’univers de la K-Pop, avec l’organisation d’une finale de Battle de K-Pop (concours de chant et de danse).
En 2016, l'affluence record sature la capacité du Hangar 14 pour la première fois depuis son ouverture en 1999. Une péniche sur les quais permettait de profiter des conférences et de la programmation autour du thème de l'Inde. C'est l'occasion pour l'Indie Game Factory d'inviter une délégation professionnelle indienne composée notamment du 2e plus grand studio d'animation d'Asie, de studios de jeux vidéo, d'entreprises du numériques et d'officiels représentant l'Inde.
En 2017, nouveau déménagement, cette fois-ci au Parc des Expositions de Bordeaux afin de pouvoir accueillir tous les festivaliers dans de bonnes conditions. C'est l'occasion pour l'équipe d'accueillir plus de 40 invités dont Brigitte Lecordier et 150 exposants.
En 2018, retour sur le Japon avec une troupe de Yosakoi, des danses traditionnelles, la création d'un café des voyageurs et toutes les activités et programmation habituelle du festival. C'est aussi la création d'"Animasia Hors les Murs" afin de faire vivre le festival en amont et en aval de l'événement dans des lieux culturels et en lien avec les partenaires. Cette année là, ce sont plus de 20 événements spécifiques consacrés au Japon qui seront développés dans le cadre d'Animasia Hors les Murs.
En 2019, le festival fête sa 15e édition avec des rétrospectives et une programmation dense autour des piliers de l'événement. Pour la première fois, Animasia s'exporte au sein d'un autre événement, le Poitiers Geek Festival afin de mettre en avant toute la culture et pop culture asiatique au sein de cet événement geek.
En 2020, le festival est obligé de repousser puis d'annuler l'événement à la suite de la crise sanitaire de la Covid-19. Il sera représenté lors de la première édition du Angers Geekfest à Angers, seul événement pop culture français à voir le jour lors de cette année covidienne.
En 2021, Animasia revient après cette crise planétaire avec une thématique appétissante à souhait : la gastronomie asiatique.
En 2022, le festival se déroulera les 8 et 9 octobre et abordera plus en profondeur le thème des arts martiaux. L'Indie Game Factory fêtera pour sa part sa 10e édition avec les professionnels du secteur et le grand public durant le festival. 2022 a été également l'occasion de fêter la 10e édition d'Animasia Le Haillan, édition annuelle printanière et gratuite.
En 2023, le festival se déroulera les 7 et 8 octobre et s'intéressera notamment à la "Mythologie asiatique".
En 2024, durant tout le mois de septembre, plus particulièrement les 12 et 13 octobre et afin de fêter la 20e édition en bonne et due forme, le festival se concentrera sur le Japon, pays phare qui a incité la création du festival en 2005 et occasionné un voyage au pays du soleil levant en 2006 permettant par la suite de gagner en pertinence dans la programmation.